# Autostrada A985 (Niemcy)
Autostrada federalna A985 (niem. Bundesautobahn 985 (BAB 985), Autobahn 985 (A985)) – niezrealizowany projekt autostrady w Niemczech. Arteria była planowana jako połączenie Kempten z Sonthofen i Oberstdorf. W 1976 roku zaniechano budowy A985.
Obecnie między Kempen a Sigishofen w miejscu autostrady istnieje droga federalna B19, a węzeł drogowy Waltenhofen jest częściowo wyposażony w sygnalizację świetlną.

## Planowane węzły z innymi autostradami
| Nazwa węzła       | Autostrady | Uwagi                                              |
| ----------------- | ---------- | -------------------------------------------------- |
| Kreuz Waltenhofen | A980       | obecnie istnieje jako węzeł częściowo bezkolizyjny |